# Lega dei diritti civili degli italoamericani
La Lega dei diritti civili degli italoamericani (in inglese: Italian-American Civil Rights League) fu un gruppo politico della città di New York e dintorni nato negli anni '70 del XX secolo con l'obiettivo di combattere gli stereotipi dispregiativi nei confronti degli italoamericani.
Nacque col nome di Lega anti diffamazione degli italoamericani il 30 aprile 1970, quando approssimativamente 30 italoamericani, guidati dal mafioso Joseph Colombo fecero picchetto alla sede di Manhattan dell'agenzia governativa federale FBI.
Erano lì per protestare contro il recente arresto del figlio di Colombo accusato di cospirazione per la fusione di antiche monete d'argento degli Stati Uniti in lingotti.
Prima di ciò, Colombo si era lamentato riguardo alle molestie ingiuste verso di lui e la sua famiglia di diverse autorità federali di polizia, che accusavano Colombo fosse il capo di una delle cinque famiglie mafiose di New York.